# San José Ojetenam
San José Ojetenam è un comune del Guatemala facente parte del dipartimento di San Marcos.
Il comune venne istituito il 23 agosto 1848, ma nel 1935 venne soppresso ed il territorio annesso a Ixchiguán; la definitiva istituzione del comune avvenne nel 1945.